# آلیو بردن
آلیو بردن (انگلیسی: Olive Borden؛ ۱۴ ژوئیهٔ ۱۹۰۶ – ۱ اکتبر ۱۹۴۷) یک هنرپیشه اهل ایالات متحده آمریکا بود. وی بین سال‌های ۱۹۲۴ تا ۱۹۳۴ میلادی فعالیت می‌کرد.
- ۳ مرد بد (۱۹۲۶)

## مرگ
بوردن در 1 اکتبر 1947 بر اثر عوارض ذات الریه در سن 40 سالگی درگذشت.  تنها چیزی که او در هنگام مرگ داشت یک عکس امضا شده از خودش بود.  خانه زنان Sunshine Mission برگزار شد، جایی که او از سال 1945 در آنجا کار و زندگی می کرد  بوردن در پارک یادبود Forest Lawn در گلندیل، کالیفرنیا به خاک سپرده شد .  هنگامی که مادرش در سال 1959 بر اثر حمله قلبی درگذشت، در قبر کنار او دفن شد. 